# تسرونا گورا
تسرونا گورا (به صربی: Crvena gora) یک کوه در صربستان است که در جنوب غربی این کشور واقع شده‌است. تسرونا گورا ۱٬۲۱۵ متر بالاتر از سطح دریا واقع شده‌است.